# Ludwigslust-Parchim járás
Ludwigslust-Parchim egy járás Mecklenburg-Elő-Pomeránia tartományban. Ludwigslust-Parchim járás Nordwestmecklenburg, Rostock, Mecklenburgische Seenplatte, Schwerin, Prignitz, Ostprignitz-Ruppin, Lüchow-Dannenberg, Lüneburg és Herzogtum Lauenburg járásokkal határos. Lakosainak száma 212 373 fő (2014. január 8.).

## Népesség
A járás népessége az elmúlt években az alábbi módon változott:

| 2014 | 212 373 |